# Cordylomera laetitiae
Cordylomera laetitiae es una especie de escarabajo longicornio del género Cordylomera, tribu Phoracanthini, subfamilia Cerambycinae. Fue descrita científicamente por Teocchi en 1973.

## Descripción
Mide 10-13 milímetros de longitud.

## Distribución
Se distribuye por Camerún y República Centroafricana.